# Швейер, Владимир Егорович
Швейер, Владимир Егорович — академик архитектуры.

## Биография
Родился в конце 1820-х годов, художественное образование получил в Императорской Академии Художеств, курс в которой окончил со званием художника в 1857 году, после чего отправился на свой счет для усовершенствования за границу. За границей им сделано много прекрасных рисунков наиболее интересных памятников зодчества и когда, по возвращении в Россию (1859), он представил их в Академию художеств, последняя сначала выразила автору их свою благодарность, а в следующем году дала ему звание академика архитектуры. В это время он состоял уже на службе при дворе Великого Князя Михаила Николаевича и в числе других архитекторов принимал участие в постройке великокняжеского дворца, по окончании которого получил в награду крупный подарок.
С назначением Великого Князя кавказским наместником, Швейер был переведен архитектором в Главное Управление при нём и 7-го июля 1863 г. уехал на Кавказ. Здесь им был проектирован и построен (1866 г.) загородный дворец в Боржоми, а потом составлено несколько проектов зданий для местных минеральных вод. Кавказ и его зодчество сильно заинтересовали Швейера, и он долго и с большой любовью изучал их, а результаты своих впечатлений изложил в интересной статье: «Описание памятников зодчества на Кавказе» («Зодчий» 1873, № 6).
Как архитектор, Швейер представлял собой довольно крупную величину. При незаурядном таланте он обладал живым и светлым умом и с редким искусством успел в своих проектах отразить дух того или иного туземного зодчества. Таковы его проекты зданий на Кавказе, проект дачи в Крыму кн. Б. Д. Голицына, проекты построек в русском стиле. И способности его всегда находили себе ценителей среди большой публики, почему, параллельно со служебными обязанностями, ему приходилось исполнять работы и для частных лиц. Среди таких построек его можно указать на дачу купца Клеменца в кронштадтской колонии и склеп и часовню из бремского камня для Жерве на Смоленском кладбище. Швейер до самой смерти состоял членом СПБ. Общества архитекторов, где пользовался вполне заслуженным авторитетом. Умер 8-го декабря 1874 года.